# Liphistius fuscus
Liphistius fuscus is een spinnensoort uit de familie Liphistiidae. De soort komt voor in Thailand.